# 小行星7003
小行星7003（英語：7003 Zoyamironova）是一颗围绕太阳公转的小行星。1976年9月25日，尼古拉·切爾尼赫在克里米亚发现了此天体。
这颗小行星的绝对星等为18.15133896815054等。